# Дихлоргексаоксид
Дихлоргексаоксид (оксид хлора(V,VII), оксид хлора(VI), перхлорат хлорила) — бинарное неорганическое соединение хлора и кислорода с формулой Cl2O6. Представляет собой ярко-красную жидкость. В твёрдом состоянии является кристаллическим веществом оранжевого цвета. Жидкий дихлоргексаоксид имеет молекулярное строение: {\displaystyle {\mathsf {O_{2}Cl-O-ClO_{3}}}}, кристаллический — ионное: {\displaystyle {\mathsf {[ClO_{2}]^{+}[ClO_{4}]^{-}}}}.

## Получение
Дихлоргексаоксид получают окислением диоксида хлора озоном:
{\displaystyle {\mathsf {2ClO_{2}+2O_{3}\rightarrow 2O_{2}+Cl_{2}O_{6}}}}

## Свойства
Дихлоргексаоксид является нестойким веществом и начинает разлагаться уже при температурах 0—10 °C
{\displaystyle {\mathsf {Cl_{2}O_{6}\rightarrow 2ClO_{2}+O_{2}}}}
При температурах выше 20 °C в продуктах распада появляется хлор.
С водой реагирует бурно — со вспышкой, при этом продуктами реакции являются хлорноватая и хлорная кислоты:
{\displaystyle {\mathsf {H_{2}O+Cl_{2}O_{6}\rightarrow HClO_{3}+HClO_{4}}}}
Взаимодействует с водой и щелочами в растворе, при этом проходит реакция диспропорционирования:
{\displaystyle {\mathsf {2KOH+Cl_{2}O_{6}\rightarrow KClO_{3}+KClO_{4}+H_{2}O}}}
Проявляет сильные окислительные свойства:
{\displaystyle {\mathsf {NO_{2}F+Cl_{2}O_{6}\rightarrow NO_{2}ClO_{4}+ClO_{2}F}}}
Применяется в неорганическом синтезе для получения безводных перхлоратов металлов обменными реакциями. С AlCl3 образует ClO2[Al(ClO4)4], с FeCl3 — ClO2[Fe2(ClO4)7].